# Bill Wyman
Bill Wyman, nacido como William George Perks (Londres, 24 de octubre de 1936) es un músico, productor discográfico, compositor y cantante británico. Es mundialmente conocido por haber sido el bajista de la banda de rock and roll inglesa The Rolling Stones desde 1962 hasta 1993 (nunca fue reemplazado oficialmente por otro bajista, aunque Darryl Jones es quien ocupa su lugar desde que él se alejó de la banda). Desde 1997 ha grabado y realizado giras con su propia banda, Bill Wyman's Rhythm Kings. Ha trabajado produciendo discos y películas; también ha compuesto música para cine y televisión.
Wyman mantiene desde que era un niño durante la Segunda Guerra Mundial un diario personal, el cual le ha sido útil para él como escritor, ya que se convirtió en autor de siete libros, con ventas de más de dos millones de copias. Wyman también es fotógrafo, y sus obras se han exhibido en galerías alrededor de todo el mundo.
Con el tiempo se convirtió en un aficionado a la arqueología, y disfruta de encontrar reliquias. Wyman diseñó y comercializó un sistema de detector de metales patentado por él mismo, que ha utilizado para encontrar reliquias que se remontan a la época del Imperio Romano.
Como empresario, es dueño de varios establecimientos, incluyendo el famoso Sticky Fingers Café (en referencia al clásico disco de los Stones).

## Primeros años
William George Perks Jr. nació en el Hospital Lewisham en Lewisham al sur de Londres, hijo de Molly Florence French, empleada de una fábrica local y del albañil William Perks. Siendo cinco hermanos (John, Paul, Judy y Anne), pasó la mayor parte de su infancia viviendo en una Terraced house (casa adosada) en una de las calles más difíciles de Penge, al sureste de Londres. En sus libros y en algunas entrevistas ha descrito su infancia como "marcada por la pobreza". Su padre tocaba el acordeón y piano. Bill perteneció al coro de la iglesia local por diez años.
A los cuatro años comenzó sus lecciones de música y a los catorce ya dominaba el piano, el órgano y el clarinete. Tomó clases de piano entre los 10 y los 13 años. Asistió a la Langley Park School for Boys y Penge desde 1947 hasta la Pascua de 1953, yéndose antes de los exámenes para obtener el GCE, después de que su padre le encontró un trabajo como corredor de apuestas y le insistió en que lo tomara para ayudar financieramente a su familia.
Entre enero de 1955 y enero de 1958 cumplió con el servicio militar en la Royal Air Force, razón por la cual debió viajar por un tiempo a Alemania.
En su regreso al Reino Unido trabajó en una firma de ingeniería donde llegó a ser subgerente. Un año después de su matrimonio el 24 de octubre de 1959 con Diane Cory, una empleada bancaria de 18 años, compró una guitarra eléctrica Burns por £52 (equivalente a £ 1,206 en 2019), aunque no se sintió conforme con su progreso, pero al oír el bajo del grupo pop The Barron Knights quedó enamorado de ese sonido y decidió que ese sería su instrumento. Él creó su primer bajo eléctrico fretless, quitando los trastes de un bajo Dallas Tuxedo de segunda mano. Usó este instrumento en una banda local llamada The Cliftons.
Usó el nombre artístico Lee Wyman (más tarde Bill Wyman), tomando el apellido de un amigo con el que había prestado el servicio militar. Cambió legalmente su apellido a Wyman en agosto de 1964.

## Carrera musical

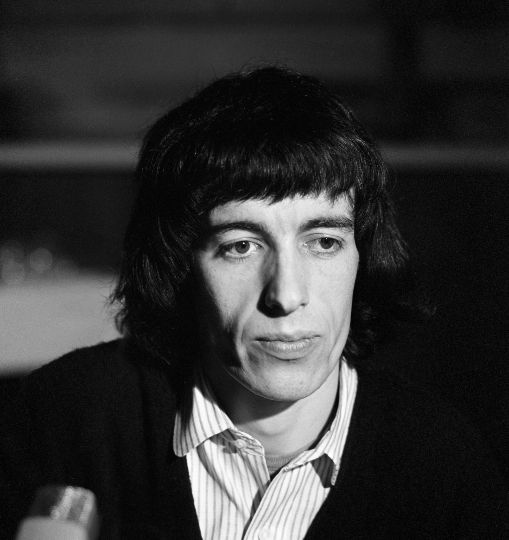
Bill Wyman en 1965.

Cuando el baterista Tony Chapman le dijo que su joven banda de rhythm and blues llamada The Rolling Stones necesitaba un bajista, aceptó la propuesta e inmediatamente tomó el puesto en reemplazo del cofundador de la banda Dick Taylor, ingresando el 7 de diciembre de 1962. Aunque los Stones quedaron impresionados por su instrumento y amplificador (y su habilidad para proveer a la banda de cigarrillos), no estaban demasiado encariñados con el estilo y la personalidad de Wyman (influenciados por los casi 6 años de diferencia que tenía con el resto de la banda). Fue una pieza clave dentro de la banda, aunque permaneció alejado de sus compañeros durante las décadas que siguieron.
Además de tocar el bajo, Wyman aportó coros en los primeros discos, y hasta 1967 durante los conciertos. También aportó dos canciones al repertorio de la banda: el sencillo «In Another Land» la cual aparece en el álbum Their Satanic Majesties Request de 1967 y una segunda canción publicada en el álbum de outtakes Metamorphosis llamada «Downtown Suzie», cantada por Mick Jagger (el título fue elegido por su antiguo gerente Allen Klein sin consultar a Wyman ni a la banda; el nombre original era «Sweet Lisle Lucy», por Lisle Street, una calle de la zona roja de Soho, Londres).

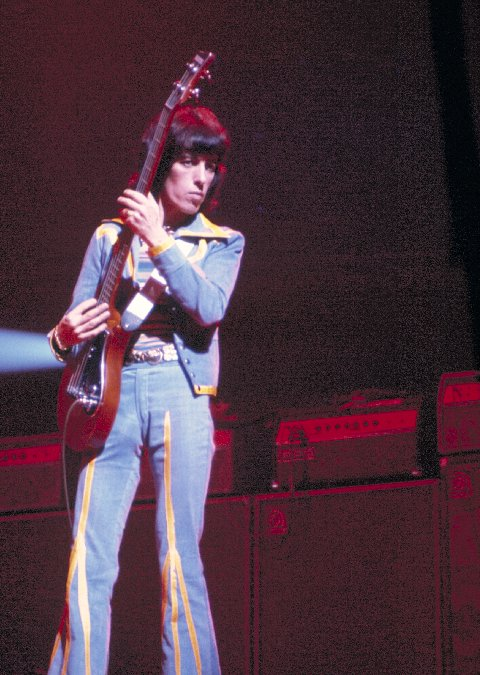
Wyman en 1975 junto con los Stones.

En su libro Stone Alone Wyman dice ser el creador del riff esencial de «Jumpin' Jack Flash» junto con Brian Jones y Charlie Watts, asunto que todavía lo mantiene en disputa con Mick Jagger y Keith Richards quienes reclaman el crédito de la canción, aunque según Richards, en su autobiografía Life, el riff lo compuso él un día de lluvia junto a Mick Jagger.
Wyman menciona que «(I Can't Get No) Satisfaction» se lanzó como sencillo solo después de un voto de 3–2 dentro de la banda: Wyman, Watts y Jones votaron a favor, Jagger y Richards en contra, sintiendo que no era lo suficientemente comercial. 
En la década de 1970 y principios de la década de 1980, grabó y publicó tres álbumes en solitario, ninguno comercialmente muy exitoso, pero todos fueron bien recibidos por los críticos. En julio de 1981 editó su canción «(Si Si) Je Suis un Rock Star», que logró convertirse en un éxito top 20 en muchos países.
Wyman también tocó en álbum de Howlin' Wolf The London Howlin' Wolf Sessions, lanzado en 1971, Eric Clapton, Charlie Watts y Steve Winwood, y en el álbum Jamming with Edward!, lanzado en 1972, con Ry Cooder, Nicky Hopkins, Jagger y Watts.
Durante la década de los 80, Wyman compuso la banda sonora para la película de Ryan O'Neal y Omar Sharif Green Ice (1981) y para dos películas de director italiano Dario Argento: Phenomena (1985) y Terror At The Opera (1987).
En 1985, productores que trabajaban en una película basada en la Guerra de Vietnam, le pidieron una canción para el filme. Completó una versión demo del clásico «Spirit in the Sky» y se la envió para su revisión. Los comentarios de los productores fueron muy positivos, pero pronto se quedaron sin dinero y tuvieron que desechar el proyecto. Aparentemente, el demo se perdió, pero en un audio el álbum Bill Wyman's Scrapbook (2013), dice que "alguien por ahí debe haberlo escuchado porque cuatro meses después, en junio de ese año, Doctor and the Medics aparecieron con el lanzamiento de su versión de esa canción que finalmente fue número uno durante tres semanas. ¿Una coincidencia quizás? Aun así, así es la vida ". 

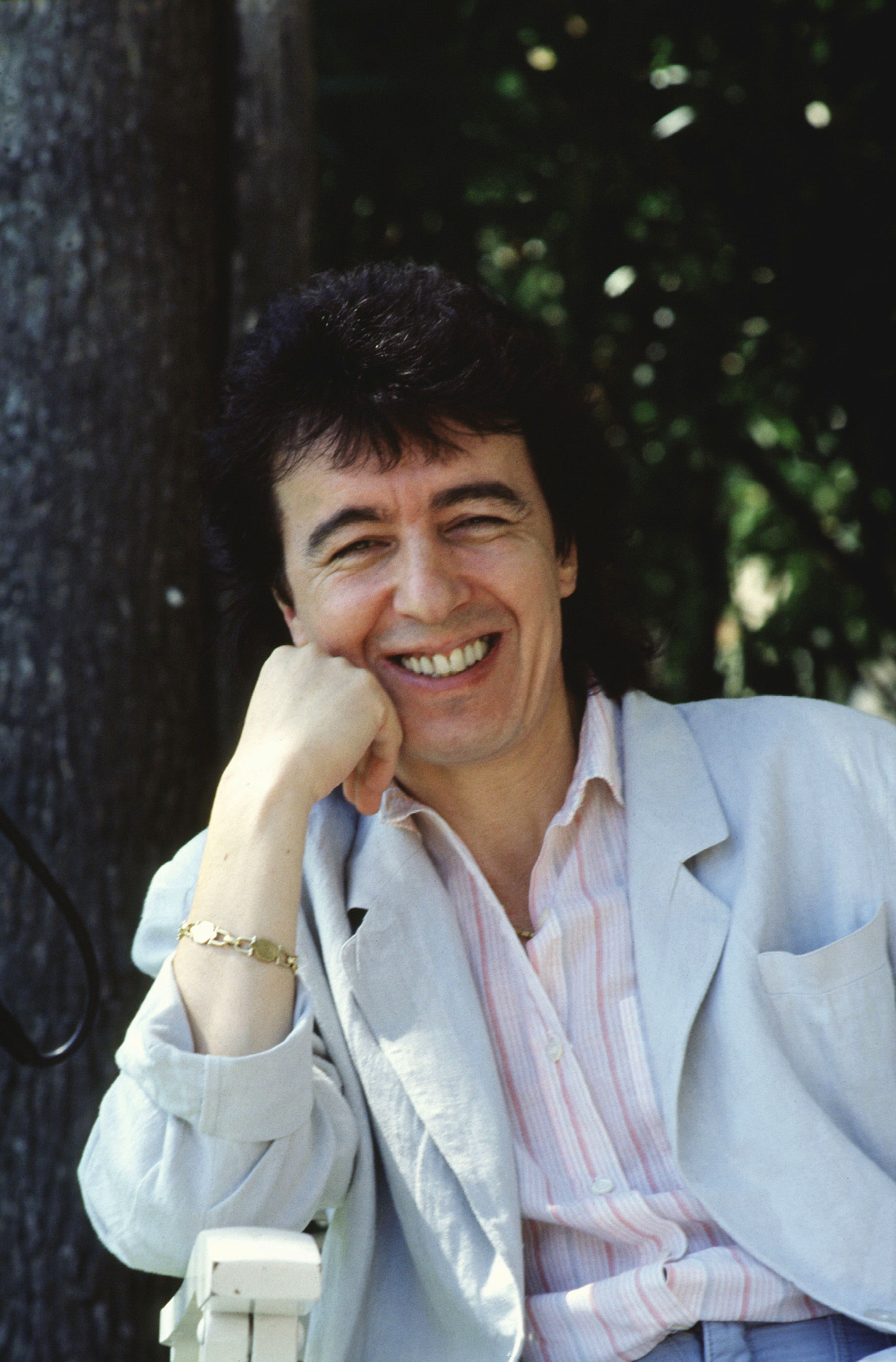
Bill Wyman en 1989.

Hizo un cameo en la película Eat the Rich (1987). Produjo y tocó varios álbumes de Tucky Buzzard.
Wyman fue muy cercano a Brian Jones, generalmente compartían habitación mientras estaban de gira y salían a menudo a bares y clubes, incluso cuando Jones dejó la banda. Él y Jones salieron juntos incluso cuando Jones se estaba distanciando de la banda. Wyman estaba angustiado cuando escuchó la noticia de la muerte de Jones, siendo uno de los dos miembros además de Watts para asistir a su funeral en julio de 1969. Wyman también era amigo del guitarrista Mick Taylor. Al igual que los otros Rolling Stones, ha trabajado con Taylor desde la salida de este último de la banda en 1974.
Después del Steel Wheels/Urban Jungle Tour de los Stones, Wyman abandonó la banda, anunciando su decisión en enero de 1993. Nunca fue reemplazado oficialmente por otro bajista, aunque Darryl Jones es quien ocupa su lugar desde que él se alejó de la banda grabando y girando. 

El 24 de octubre de 2012, los Stones anunciaron que Wyman y Mick Taylor se unirían a ellos en el escenario en los próximos shows en Londres (25 y 29 de noviembre) y Newark (13 y 15 de diciembre). Richards continuó diciendo que sería en calidad de estrictamente invitados, y Jones continuaría en su rol de bajista la mayoría de los shows. Él dijo: "Darryl no recibe suficiente reconocimiento. Él y Bill pueden hablar sobre las canciones en las que quieran entrar y salir". En el primer show de Londres el 25 de noviembre, Wyman tocó en dos canciones seguidas: «It's Only Rock 'n' Roll (But I Like It)» y «Honky Tonk Women». Más tarde declaró que estaba decepcionado por el rol que le había tocado durante los conciertos a la vez que no estaba interesado en unirse a la banda para otras fechas de la gira en 2013. 

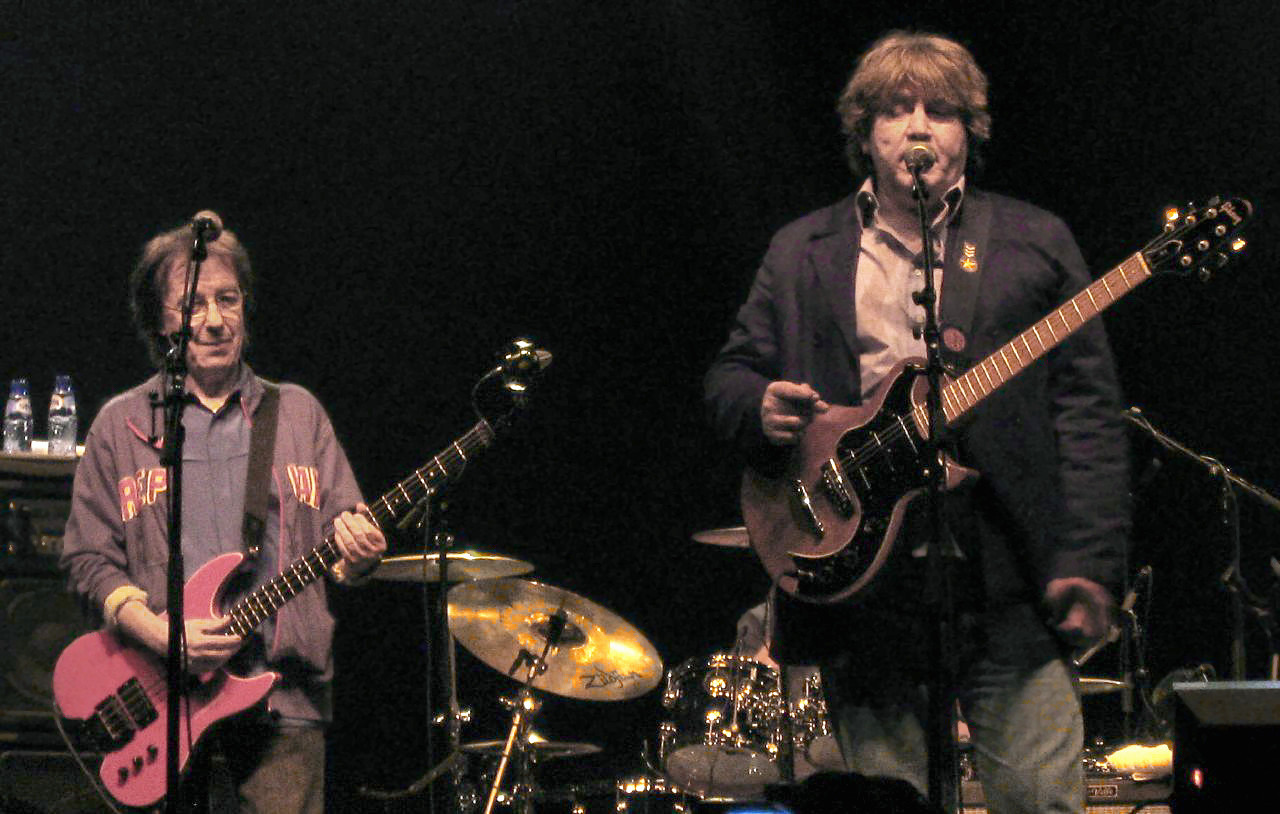
Wyman con Mick Taylor cantando el 17 de agosto de 2008.

Durante estos años Wyman sigue de gira con su banda de apoyo, The Rhythm Kings, que ha contado con la participación de músicos tales como Martin Taylor, Albert Lee, Gary Brooker, Terry Taylor (anteriormente con Tucky Buzzard), Mike Sánchez y Georgie Fame. Después de su 70 cumpleaños en octubre de 2006, Wyman emprendió otra gira británica.
El 10 de diciembre de 2007, Bill y su banda apareció en el Concierto Homenaje a Ahmet Ertegün, abriendo para la reunión de Led Zeppelin en The O2 de Londres.
Wyman fue un juez para el 5.º Independent Music Awards en apoyo de las carreras de artistas independientes.
En 2009, el exguitarrista de The Rolling Stones Mick Taylor participó como artista invitado de Bill Wyman's Rhythm Kings.
El 25 de octubre de 2009, Wyman realizó un concierto de reunión de The Faces, tomando el lugar del fallecido Ronnie Lane, tal como lo había hecho anteriormente en 1986 y 1993.
El 19 de abril de 2011, el pianista Ben Waters lanzó un álbum tributo a Ian Stewart titulado Boogie 4 Stu: A Tribute To Ian Stewart. Wyman tocó en dos pistas: «Rooming House Boogie» y «Watchin 'the River Flow», este último grabado junto a los Stones.
El 25 de junio de 2019, The New York Times Magazine incluyó a Bill Wyman entre cientos de artistas cuyo material fue destruido en el Incendio de Universal Studios de 2008.

## Equipamiento

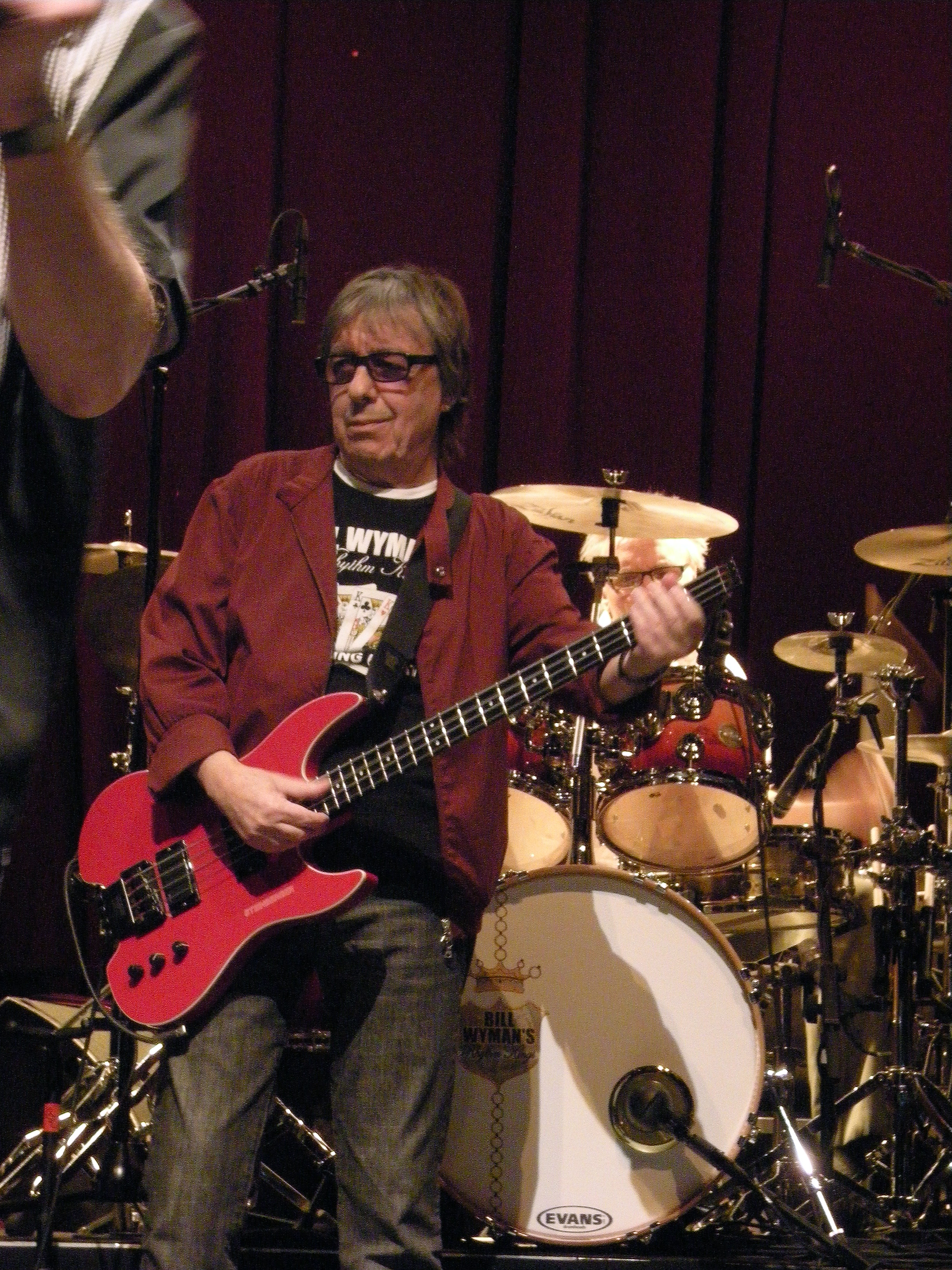
Bill Wyman en 2011.

Wyman es un músico hábil, después de haber aprendido de manera autodidacta a tocar varios instrumentos como el autoarpa, guitarra, vibráfono, glockenspiel, piano, órgano, sintetizador, percusión y chelo. Él también colaboró con armonías vocales. Su innovador sonido en el bajo no solo vino de su primer instrumento fretless casero, sino desde el "walking bass", estilo que adoptó de Willie Dixon y Ricky Fenson, además de su estricto trabajo con el baterista Charlie Watts que al complementarse sonaban como "los latidos del corazón y el pulso" para dar el ritmo ideal a una canción. 
A lo largo de su carrera ha utilizado numerosos bajos, casi todos de escala corta, incluyendo un Framus Star y varios modelos Framus, un Vox Mark III (contando con un modelo bajo su firma), un Fender Mustang Bass, dos Ampeg Dan Armstrong, un Gibson EB-3 y un Travis Bean. Desde finales de la década de 1980, Wyman ha tocado principalmente con bajos de la marca Steinberger.
En 2011 el Bass Center de Londres fabricó el Wyman Bass, una versión con trastes del primer bajo fletless "casero" de Wyman. Para su producción y elaboración contó con el asesoramiento de propio Wyman.
Los amplificadores de Wyman a lo largo de los años han incluido un Vox T-60, un Fender Bassman piggyback, una columna Hiwatt y un Ampeg SVT. Wyman, especialmente en los primeros años de los Stones, tenía una forma distintiva de sostener su bajo, casi verticalmente. Dijo que la razón por la que sostenía un bajo en esa posición era porque sus manos y brazos son pequeños.

## Vida personal
Sobre su estilo de vida Wyman ha comentado: "Esta vida es increíblemente destructiva. (Lo superas) pero las cicatrices siguen ahí. Aún tienes malos sueños. Y todavía necesitas a veces una muleta para ayudarte. Tengo suerte porque no sé cuál ha sido mi muleta. Supongo que han sido las mujeres. Hay muchas personas famosas que recurren a las drogas y el alcohol, pero supongo que me volví una niña loca como mi muleta. Todos necesitamos compensar de alguna manera. No eres normal de todos modos. Mira a cualquier miembro de esta banda. No son personas normales. Todos estamos completamente locos de cierta manera, ¿no?".
El antiguo mánager de los Rolling Stones Andrew Loog Oldham admite que, de todos los de la banda, Wyman es el que tiene más paz consigo mismo, y sigue demostrando que hay vida después de treinta años en una de las más exitosas bandas de todos los tiempos.
Wyman es conocido por haber sido un notorio mujeriego en su juventud, llegando a afirmar que ha conquistado cientos de mujeres en su vida, lo cual lo convierte en el Rolling Stone más exitoso en ese rubro.
Se casó con su primera esposa Diane Maureen Cory en 1959 y su hijo Stephen Paul Wyman nació el 29 de marzo de 1962. Se separaron en 1967 y se divorciaron en 1969. Después, mantuvo una larga relación con la sueca Astrid Lundstrom, que duró desde 1967 hasta 1983. En 1989, cuando tenía 52 años, se casó con la modelo y cantante pop Mandy Smith, de 19 años. En 1991, se divorció de Mandy, quien lo acusó de haberla inducido a tener relaciones a los 14 años. Finalmente, obtuvo una indemnización de 580.000 libras esterlinas, mucho menos de lo que pretendía. Ese mismo año publica su autobiografía, Stone Alone, que anticipa su alejamiento de la banda.
En 1989 abrió el Sticky Fingers Café, donde dedica gran parte de las ganancias a la caridad.
En abril de 1993 contrajo matrimonio en Saint-Paul-de-Vence, Francia, con la modelo californiana Suzanne Acosta, una antigua amiga del bajista, que le ofreció su apoyo cuando este se defendió en los tribunales contra la demanda de separación de su segunda mujer. La pareja tiene tres hijos.
Wyman vive en Gedding Hall, una casa de campo cerca de Bury St Edmunds en Suffolk, y en Saint-Paul-de-Vence en el sur de Francia. Es seguidor del críquet, llegando a jugar en un partido de celebridades en The Oval contra una selección de ex-Inglaterra XI, logrando un hat-trick'.
Es fanático de toda la vida del Crystal Palace FC. Durante una gira europea con los Stones, fingió dolor de muelas y dijo que necesitaba viajar de regreso a Londres para ver a un dentista; de hecho fue a ver la final de la FA Cup de 1990 que enfrentaba a su club contra el Manchester United.
Wyman comenzó a vender detectores de metales en 2007. Las aventuras de detección de tesoros en las islas británicas se detallan en su libro ilustrado de 2005, Treasure Islands, coescrito con Richard Havers.
Bill es un destacado fotógrafo. Ha tomado fotografías a lo largo de su carrera y en junio de 2010 lanzó una retrospectiva de su trabajo en una exposición en Saint-Paul-de-Vence. La exposición incluyó imágenes de sus músicos conocidos, así como de artistas famosos del sur de Francia, incluido Marc Chagall.
En 2009, Wyman dejó de fumar después de 55 años.
En marzo de 2016, se anunció que Wyman había sido diagnosticado con cáncer de próstata y se había recuperado por completo.

## Discografía

### En solitario
- Monkey Grip (1974)
- Stone Alone (1976)
- Bill Wyman (1982)
- Willie & The Poor Boys (1985)
- Stuff (1992 en Japón y Argentina, 2000 en el RU)
- A Stone Alone: The Solo Anthology 1974-2002 (2002, RU)
- Back To Basics (2015)

### Colaboraciones
- I Can Tell, John Hammond, Jr. (1967)
- The London Howlin' Wolf Sessions (1971)
- Manassas (1972)
- Jamming with Edward! (1972)
- Drinkin' TNT And Smokin' Dynamite, Junior Wells and Buddy Guy (1977)
- Willie & The Poor Boys (1985) (con Mickey Gee, Andy Fairweather Low, Geraint Watkins y Charlie Watts)

### Bill Wyman's Rhythm Kings
- Struttin' Our Stuff (1997)
- Anyway The Wind Blows (1999)
- Groovin' (2000)
- Double Bill (2001)
- Just For A Thrill (2004)
- Rhythm Kings Live (2005)
- Studio Time (2018)

### Arqueología
- Bill Wyman's Treasure Islands ISBN 0-7509-3967-2

### Arte
- Wyman Shoots Chagall ISBN 0904351629

### Rolling Stones
- Stone Alone, ISBN 0-306-80783-1
- Rolling with the Stones, ISBN 0-7513-4646-2.
- Bill Wyman's Blues Odyssey, ISBN 0-7513-3442-1
- The Stones - A History in Cartoons, ISBN 0-7509-4248-7